# Entyloma ranunculi-repentis
Entyloma ranunculi-repentis Sternon – gatunek podstawczaków należący do rodziny Entylomataceae. Grzyb mikroskopijny, pasożyt niektórych roślin z rodziny jaskrowatych (Ranunculaceae).

## Systematyka
Pozycja w klasyfikacji według Index Fungorum: Entyloma, Entylomataceae, Entylomatales, Exobasidiomycetidae, Exobasidiomycetes, Ustilaginomycotina, Basidiomycota, Fungi.
Po raz pierwszy opisał go w 1925 r. Fernand Sternon. Synonim: Ramularia gibba var. ranunculi-auricomi Sacc.

## Występowanie i siedlisko
Znane jest występowanie Entyloma ficariae w Europie, nad Morzem Kaspijskim i na Nowej Zelandii. Jest wąskim oligofagiem pasożytującym na niektórych gatunkach roślin z rodziny jaskrowatych. W Polsce podano kilka stanowisk tego gatunku na różnych gatunkach Ranunculus (jaskrów).

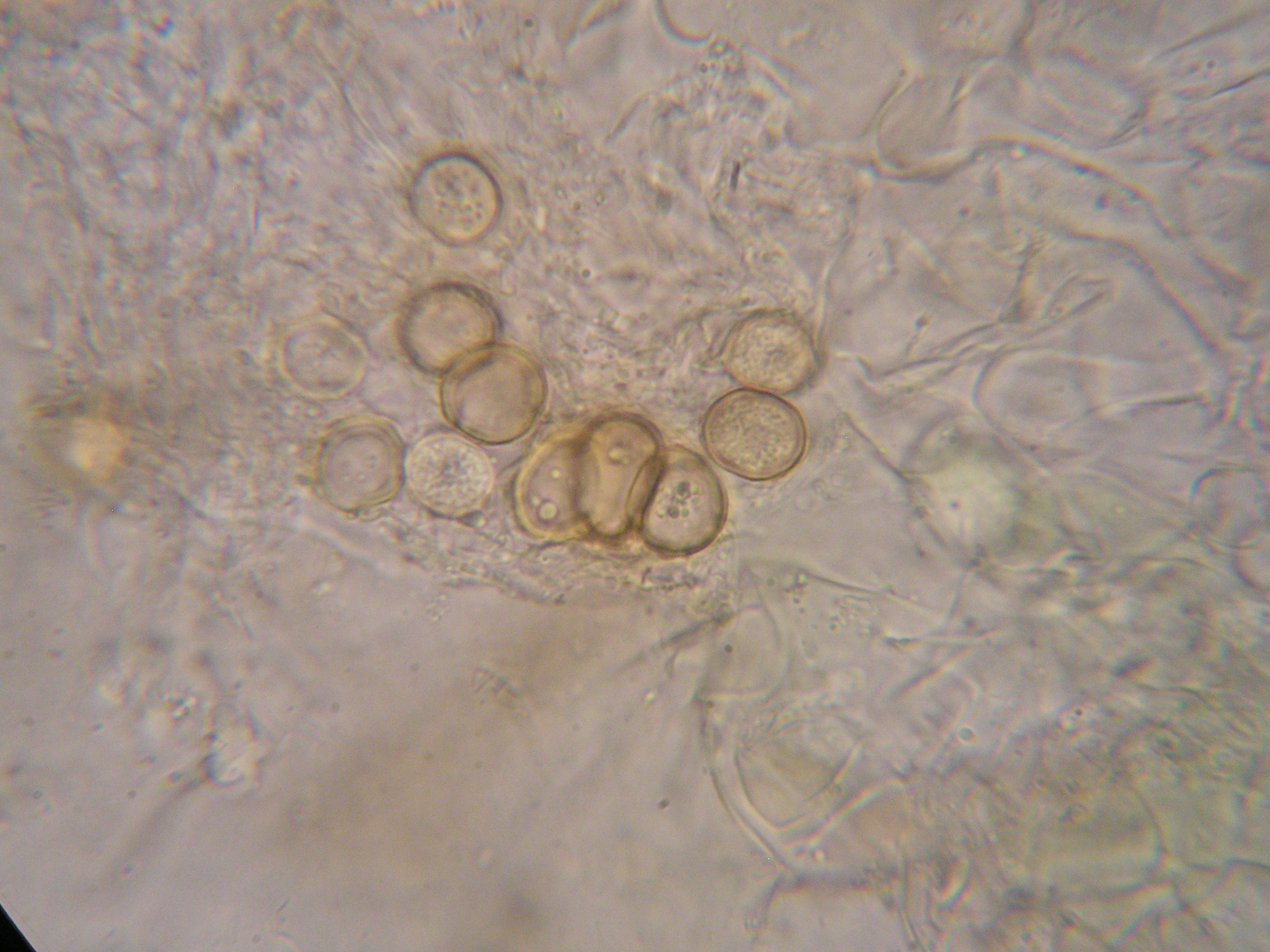
Ustilospory